# Heinrich von Sahr
Heinrich von Sahr (eigentlich Heinrich Ernst Sahrer von Sahr, * 2. November 1829 in Dresden; † 6. Dezember 1898 in München) war ein deutscher Komponist. 

## Leben
Sahr stammt aus einem wohlhabenden Elternhaus. Sein Vater besaß in Majorat das Schloss Dahlen in der gleichnamigen, nordwestlich von Oschatz gelegenen Stadt, seine Mutter war eine geborene Gräfin Einsiedel.
Im Frühjahr 1852 reiste er nach Düsseldorf, wo er am 7. Juni erstmals Robert Schumann aufsuchte – eine Begegnung, die prägend für sein Leben wurde. In den folgenden Tagen lernte er durch Schumann auch Woldemar Bargiel und Albert Dietrich kennen.
Ab Herbst 1852 studierte er am Leipziger Konservatorium und machte dort 1853 die Bekanntschaft von Johannes Brahms, den Robert Schumann kurz zuvor in seinem berühmten Aufsatz Neue Bahnen als kommenden großen Meister begrüßt hatte. In einem Brief schreibt Sahr kurz nach dieser Begegnung an Albert Dietrich:

„Es ist ein himmlischer Mensch! Wie muß man Schumann dankbar sein, diesen Kerl ans Tageslicht gebracht zu haben! Die Tage, seitdem er hier ist, gehören zu den schönsten, die ich je erlebt. Er entspricht so ganz dem Ideal, wie ich es mir von einem Künstler gemacht.“

Sahr vermittelte Brahms in Leipzig die Bekanntschaft mit wichtigen Persönlichkeiten, darunter Ignaz Moscheles, Ferdinand David und Julius Rietz. 1863 bis 1864 war Sahr als Kapellmeister in Oldenburg tätig.
1868 übersiedelte er nach München und nahm dort im selben Jahr eine Stelle als Theorielehrer an der Musikhochschule München an, die er aber 1870 schon wieder aufgab. Danach hat er keine Stelle mehr bekleidet, blieb aber bis zu seinem Tod in München, zuletzt zunehmend vergessen.
Mit Johannes Brahms blieb er zeitlebens eng befreundet.

## Werke (Auswahl)
- op. 3 – Stimmen der Nacht, fünf Stücke für Klavier, gewidmet Ludvig Norman (1854)
- op. 6 – Neun Lieder für Tenor und Klavier (1856; Digitalisat)
- op. 7 – Klaviertrio c-Moll (Digitalisat)
- op. 8 – Zwölf Kinderlieder für Sopran und Klavier
- op. 10 – Variationen über ein eigenes Thema für Klavier (1877)
- op. 11 – Sechs Lieder für Alt und Klavier, gewidmet Amalie Joachim (1878)
- op. 12 – Phantasiestücke für Klavier, gewidmet Clara Schumann
- op. 14 – Sechs Lieder für Sopran und Klavier, gewidmet Livia Frege